# 10TP坦克

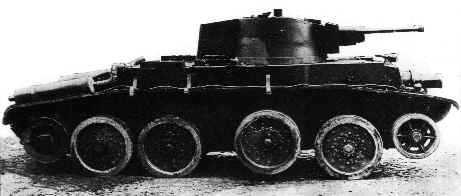
拆除履帶的10TP

10TP是一款波蘭製輕型坦克。這款坦克的懸掛裝置模仿了克里斯蒂懸掛的設計。但因爲德國佔領波蘭，這款坦克的研發僅進行到原型車階段就中止了。

## 背景
1920年代晚期，波蘭想要自主設計一款更加現代化的坦克來替代老舊的雷諾FT-17坦克。1926年，克里斯蒂向波蘭推銷他的M1921坦克。但是，波蘭卻以這款坦克速度慢而且過於普通而拒絕購入這款坦克。到了1929年，在克里斯蒂設計出M1928坦克之後，波蘭派人員到美國與克里斯蒂洽談購買事宜。1930年，波蘭和克里斯蒂簽訂了購買合同，並且付給了他1萬美元的訂金。此外，波蘭還願意在對這款坦克完成評估後以9萬美元的價格買下生產許可。但是，1930年克里斯蒂完成樣車之後卻拒絕將之交付給波蘭，因為他要求波蘭買下生產許可。他稱這樣做的目的是為了防止他的坦克在波蘭被「非法仿製」。但是，波蘭卻不接受這樣的條件。最終，克里斯蒂只得撕毀合同，並退還訂金。波蘭訂購的兩輛坦克後以「T3E1」的名義留在了美軍中。無奈，波蘭人只能自主研發他們想要的坦克。

## 歷史
1935年3月10日，波蘭開始了一個代號爲「10TP」的「追逐坦克」研發計劃。設計團隊的領導者是魯道夫·貢德拉赫，而主要設計師有扬·瓦布谢夫斯基、斯特凡·奥沃达科夫斯基、米奇斯瓦夫·斯塔谢夫斯基、卡齐米日·海诺维奇和工艺工程师耶日·纳皮乌尔科夫斯基。1937年，原型車的製造工作正式啓動。但因爲找不到合適的發動機，完工日期被迫後延。爲解決這一問題，波蘭從美國購入了12缸拉法蘭發動機。雖然這款發動機的輸出功率僅有210匹，但是波蘭還是決定使用它。原型車在1938年7月完工，並在1938年8月16日進行了第一次長途行駛測試。在接下來一個月間，這款坦克在不同的環境下接受了測試。這些測試偶爾被暴露出的問題打斷。測試完成後，這款坦克回到了製造工廠進行改進。在1939年初，這款坦克又接受了兩次長途行駛測試。在最後一次測試中，這款坦克暴露出了一系列問題。比如，發動機冷卻系統存在缺陷、變速箱和離合器磨損很快，等等。
按照波蘭人的想法，10TP應該是作爲未來波蘭裝甲兵中的骨幹。但是，直到德國佔領波蘭、坦克的研發被迫中止時，這款坦克的原型車也都只是走到了測試階段。

## 性能
10TP坦克上安裝了的懸掛裝置借鑑了克里斯蒂懸掛，但並不是克里斯蒂懸掛的簡單複製品。這款坦克重12.8公噸，由4名乘員操作。雙人砲塔上裝有1門37毫米博福斯 wz.36戰車炮和一挺7.62毫米同軸機槍。車體上另裝有一挺7.62毫米機槍。坦克的動力由一臺210匹的12缸拉法蘭發動機提供，使用履帶行駛時速度可達50公里/時，使用輪行駛時則爲74公里/時。

## 外部連結
- 10TP坦克的懸掛裝置設計圖（页面存档备份，存于）